# Víctor Alomar Cifre
 Víctor Alomar Cifre (Palma, 1910 – 1983) fou un periodista mallorquí, fill de Gabriel Alomar i Villalonga. Començà a estudiar medicina a la Universitat de Barcelona i milità a la Federació Socialista Balear. En esclatar la guerra civil espanyola es va establir a Barcelona amb el seu pare, on va dirigir d'abril a juliol de 1937 el suplement d'El Obrero Balear amb Ignasi Ferretjans Sanjuan. Després va acompanyar el seu pare a Egipte, on li va fer de secretari particular fins que ell mateix fou nomenat cònsol de la República Espanyola a Alexandria. A finals dels anys 1950 va tornar a Mallorca, on va treballar de periodista. Tot i la seva militància històrica en el PSOE, el 1979 va abandonar el partit i es presentà en les llistes del Partit Socialista de Mallorca (PSM) a les eleccions generals espanyoles de 1979.